# اسلایگو
اسلایگو (به انگلیسی: Sligo،  آوا:/ˈslaɪɡoʊ/) شهری در ایرلند است که ۱۷٬۸۹۲ نفر جمعیت و ۱۲.۹ کیلومتر مربع مساحت دارد.

## شهرهای خواهرخوانده
- کروزون، بریتانی، فرانسه
- ایلاپل٬ چوآپا٬ شیلی
- کمپتن ایم آلتگاو، باواریا، آلمان
- تالاهاسی، فلوریدا، ایالات متحده

## نگارخانه

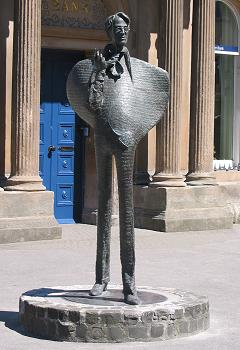
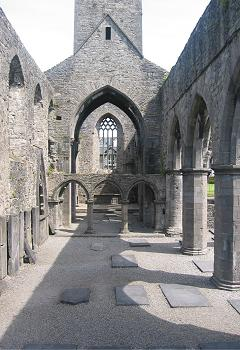
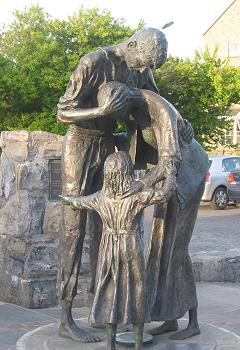
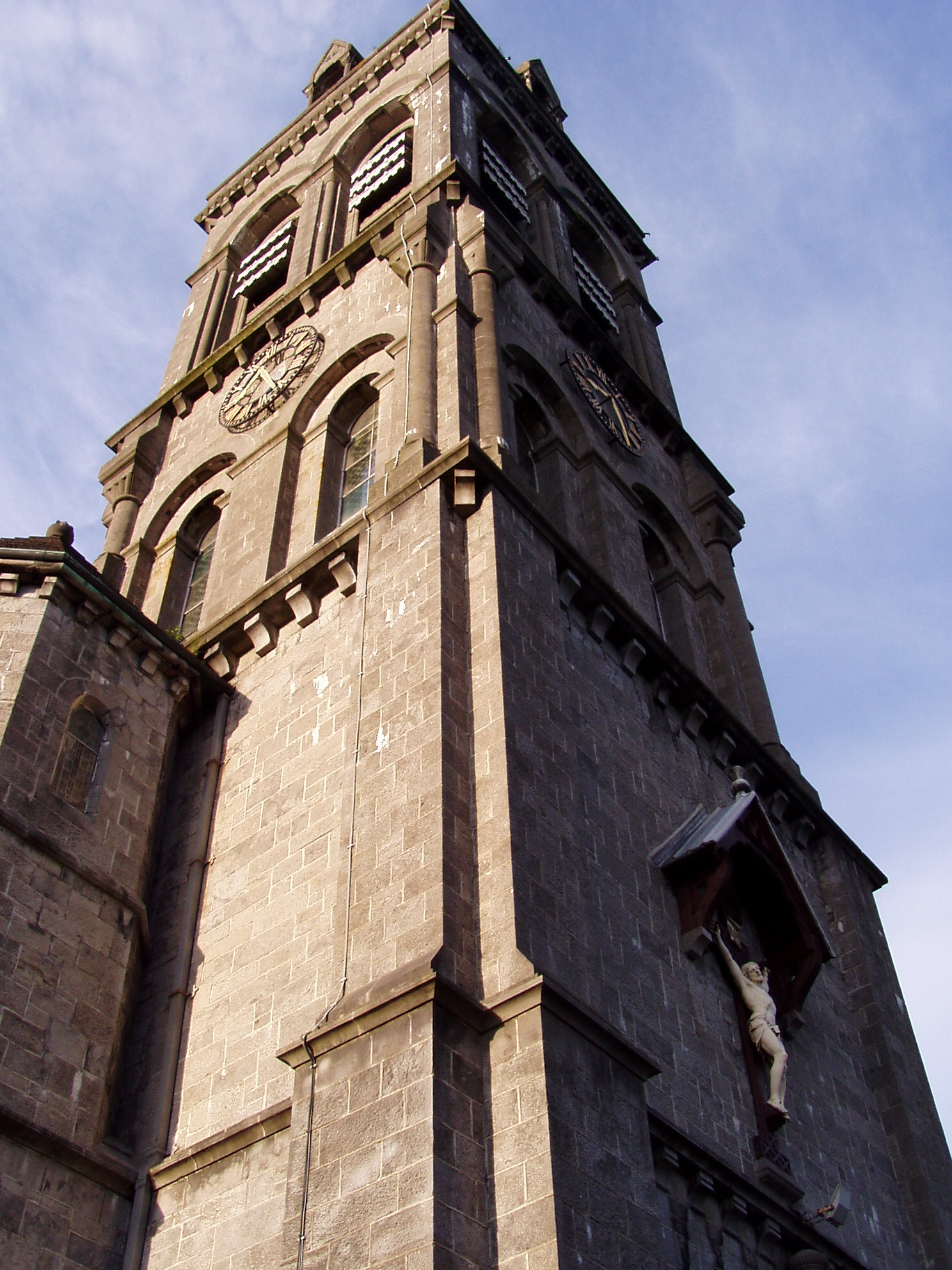
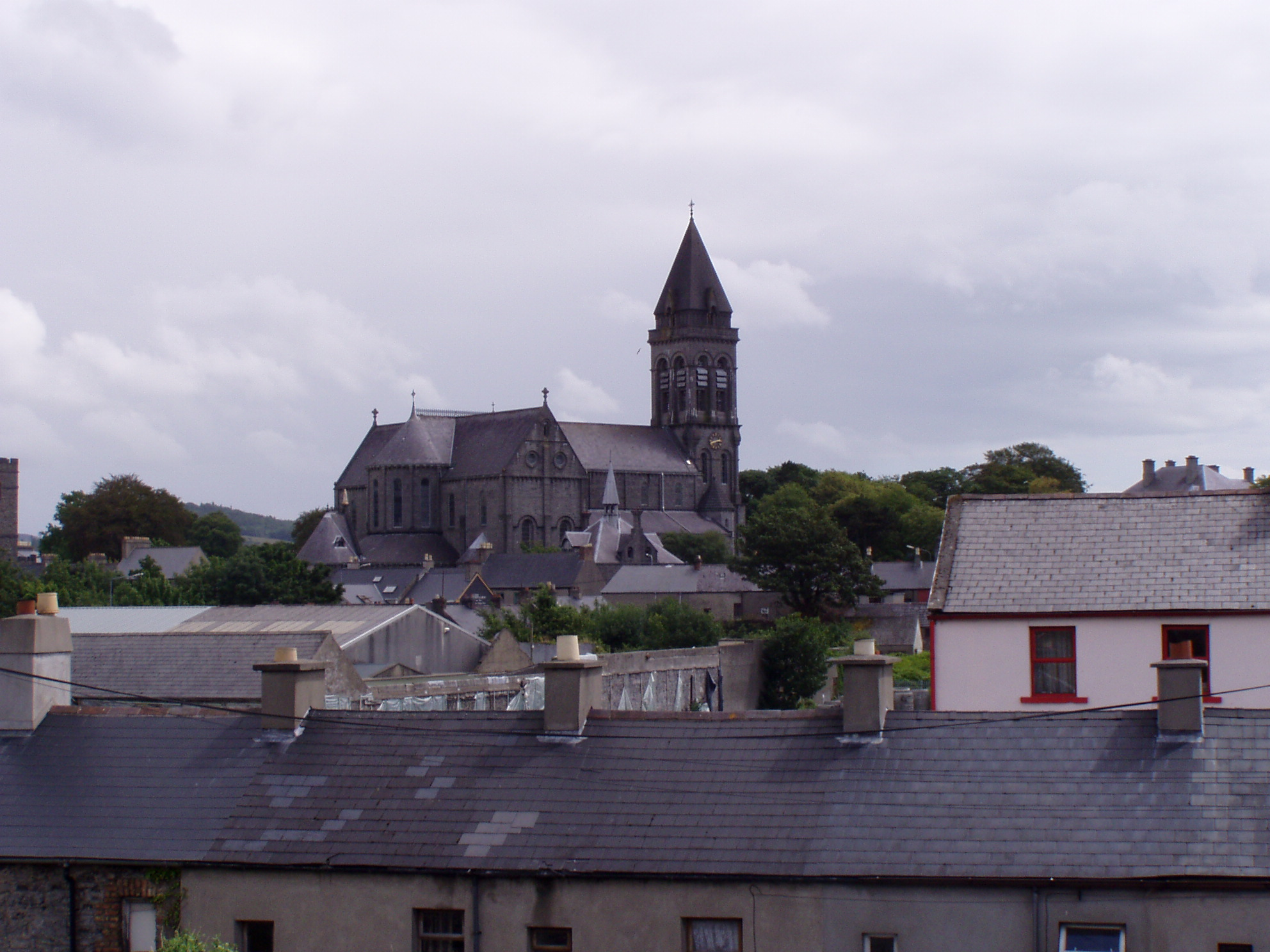
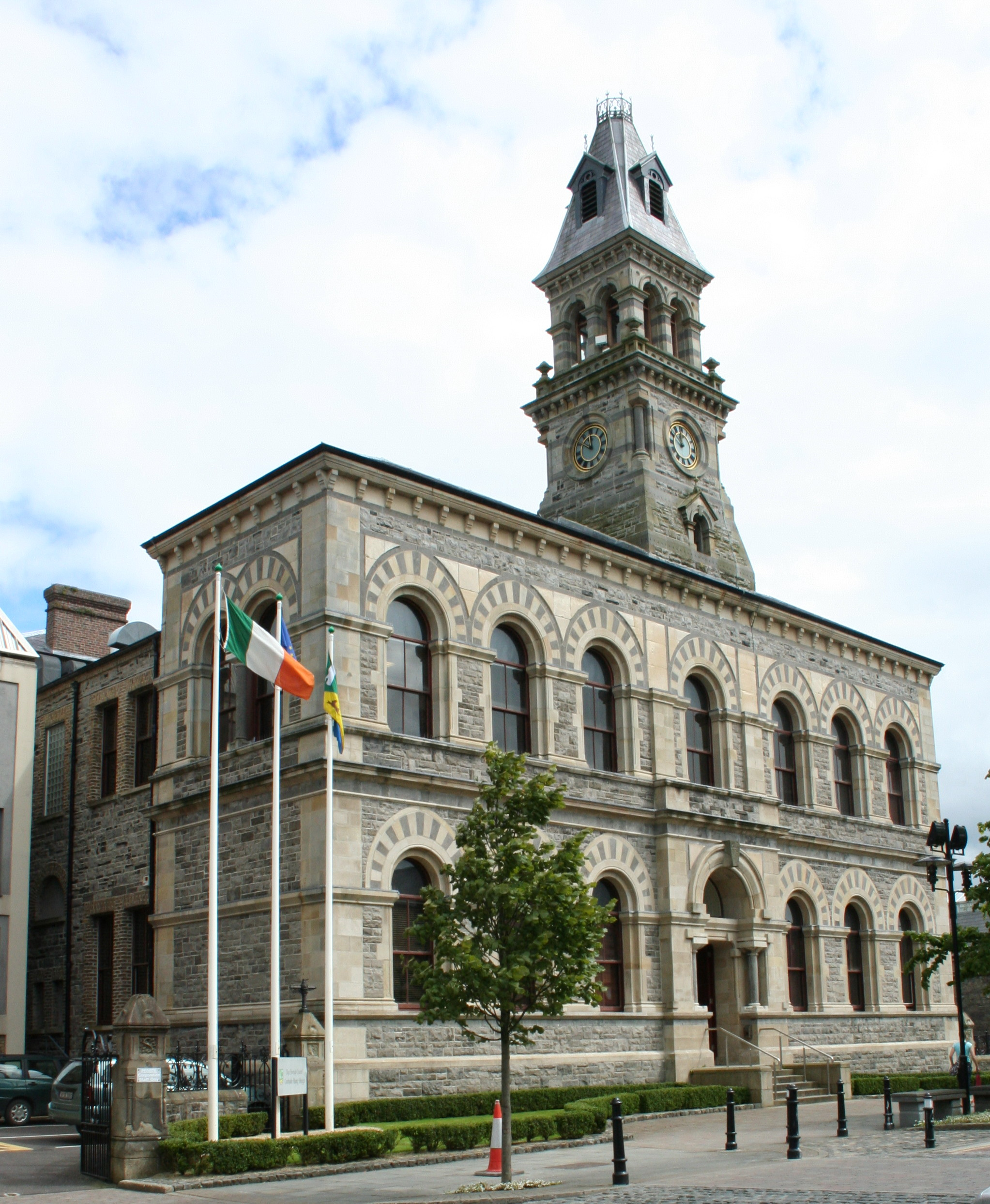
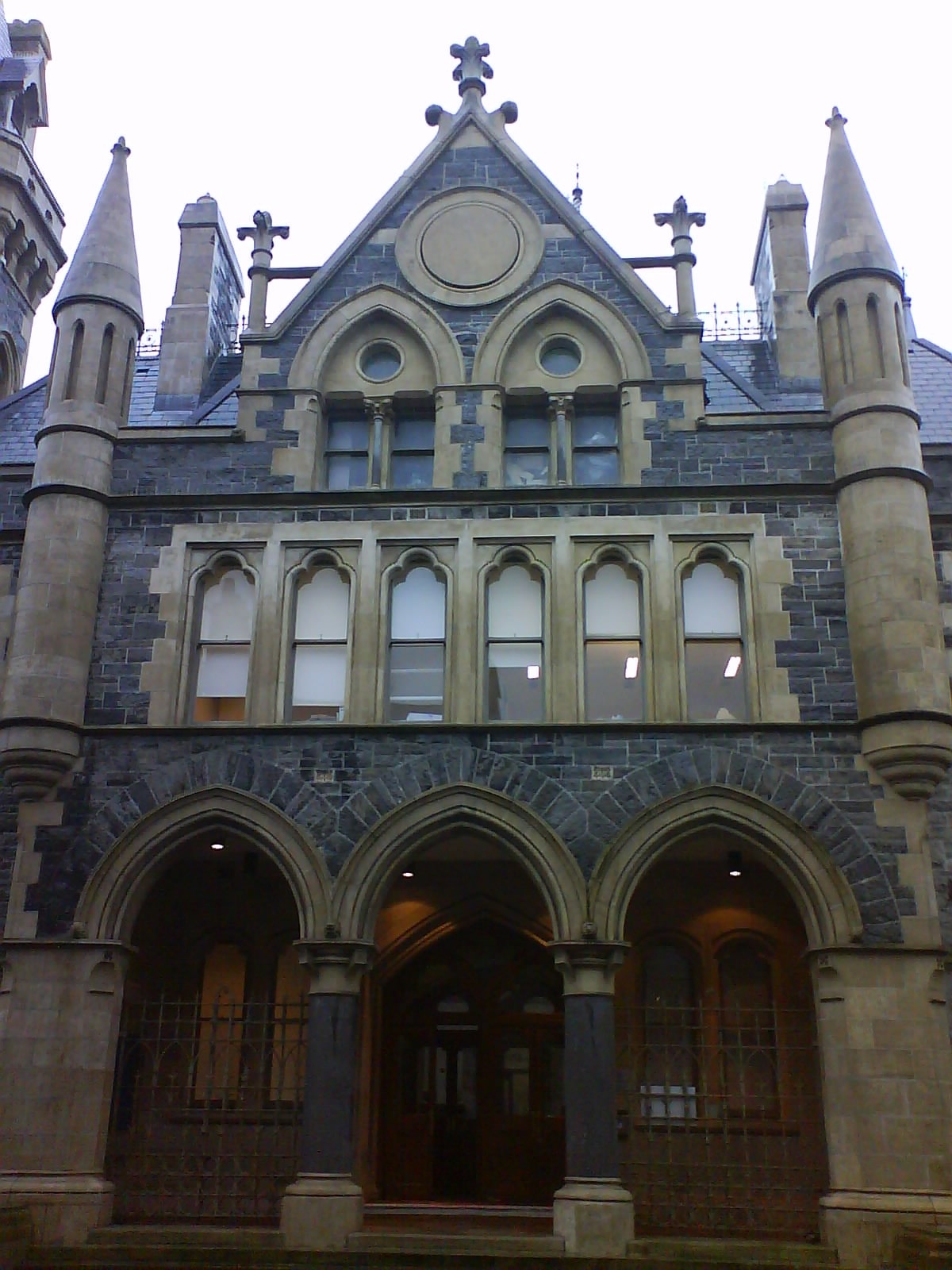
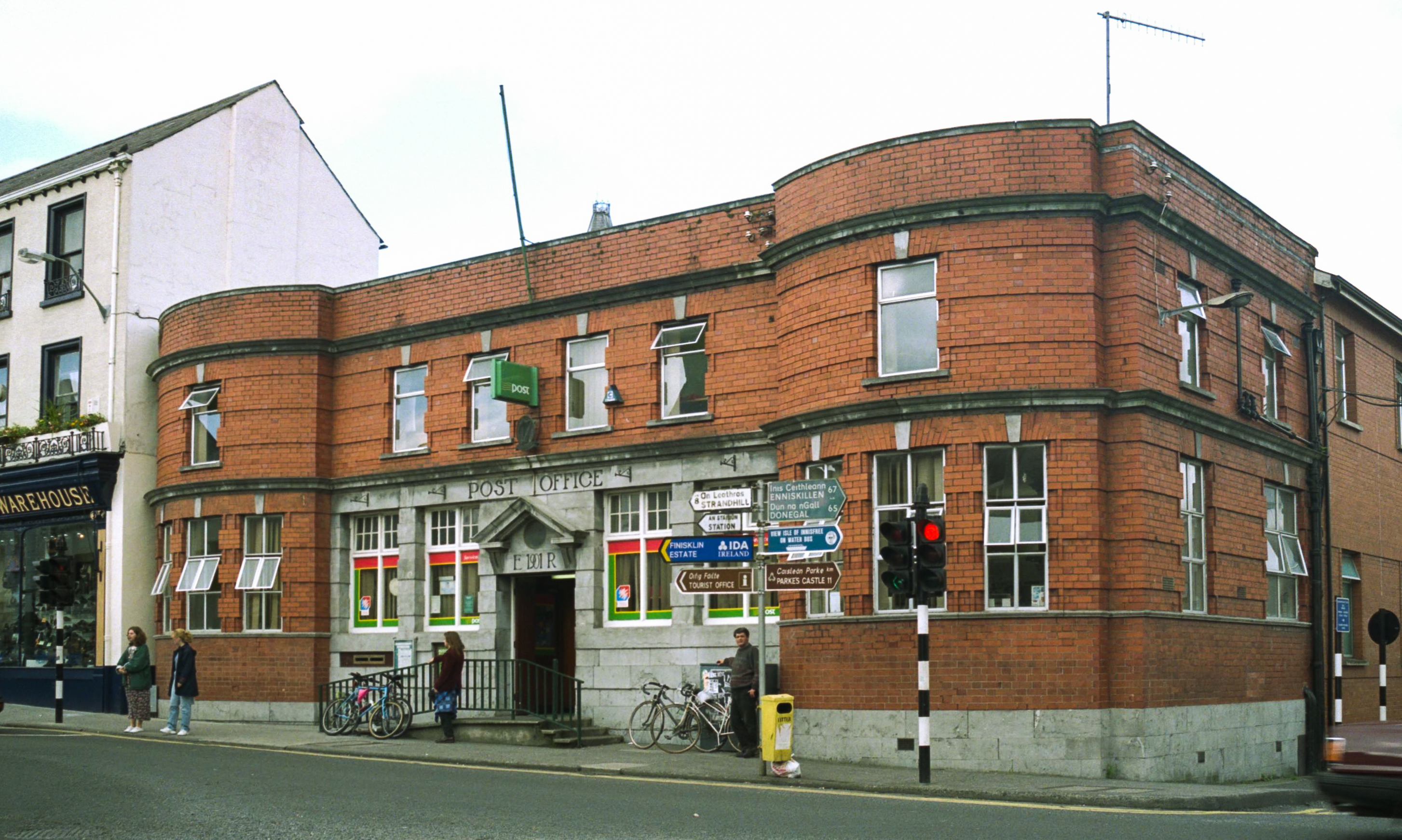
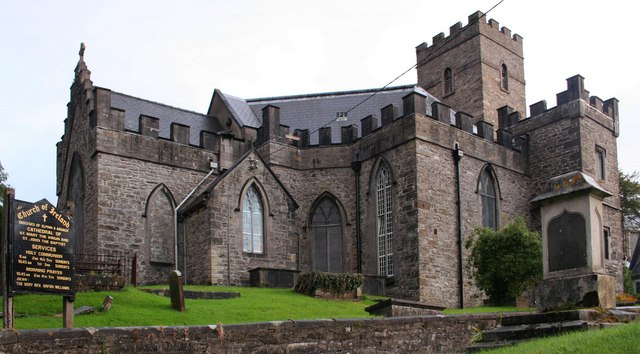